# Коневский
Коневский — остров в северо-западной части Каспийского моря в дельте реки Волга. Административно находится в Астраханской области России, Камызякский район. Координаты центра острова — 45,692° с. ш. 48,423° в. д.
Остров Коневский имеет аккумулятивное (намывное) происхождение. Он образовался в дельте Волги в результате понижения уровня Каспийского моря. Наивысшая точка Коневского расположена на северо-востоке и составляет −27,6 м нум, что возвышает остров на 60 см над водой Каспия. Береговые территории острова заболочены.
Коневский на востоке отделён от острова Баткачного ериком Дальний Осередок, на северо-западе же остров отделяет ерик Морской.
Большая часть суши покрыта тростником, на северо-востоке в 1979 году участками произрастал низкорослый лес, редколесье.
В прибрежных юго-западных водах находится кундрак — заросли водной травянистой растительности. В середине прорана, пересекающего остров Коневский, образована яма, в которой залегает на зимовку сазан.
На ериках Средний и Левый гнездится колония бакланов числом от 500 до 3000 пар (замечена с 1960 г.). Вследствие гибели леса от переувлажнения в 2002 г. наблюдалось ухудшение условий гнездования.